# Honeywell Aerospace
Honeywell Aerospace es un proveedor de motores aeronáuticos, sistemas aviónicos y otros sistemas en la industria aeroespacial. Su sede está situada en Phoenix, Arizona, y es una división del grupo empresarial Honeywell International.

## Historia

### Motores aeronáuticos
El inicio del negocio de motores de turbinas de Honeywell Aerospace se remonta a dos empresas: Garrett AiResearch and Lycoming Engines. Garrett AiResearch fue fundada en 1936 por Cliff Garret. La división de motores de turbinas se empezó a conocer como Garrett Turbine Engine Company tras la adquisición de Signal Oil en 1968. Convirtiéndose en la Garrett Engine Division de AlliedSignal en 1985, cuando Signal se fusionó con Allied Corp. para crear AlliedSignal. En 1994, AlliedSignal adquirió Lycoming Turbine Engine Division de Textron, fusionándola con Garret Engine para convertirse en la AlliedSignal Engines Division de AlliedSignal Aerospace Company. La empresa se convirtió en parte de Honeywell Aerospace en 1999.

## Productos

### Motores aeronáuticos
Turbohélices/Turboejes
- Honeywell TPE331
- Honeywell AGT1500
- Honeywell LTS101/LTP101
- Honeywell T53
- Honeywell T55
- Honeywell HTS900
- GE/Honeywell LV100
- LHTEC T800, CTS800, CTP800

Turbofáns
- CFE CFE738
- Honeywell ATF3
- Honeywell/ITEC F124/F125/TFE1042
- Honeywell TFE731
- Honeywell ALF 502/LF 507
- Honeywell HTF7000 (formerly AlliedSignal AS907)

### Sistemas aviónicos
- Enhanced Avionics System (EASy)
- Honeywell Apex
- Honeywell Primus